# Seat Tango
Der Seat Tango ist ein Konzeptauto der Firma Seat, welches im Jahre 2001 auf der IAA in Frankfurt vorgestellt wurde. Eine Serienproduktion war – zuletzt für das Jahr 2005 – in Aussicht gestellt worden, tatsächlich wurde das Konzept jedoch nicht umgesetzt.

## Motor
Zunächst wurde der Roadster mit einem vorn quer eingebauten Vierzylinder-Reihenturbomotor mit 20 Ventilen vorgestellt. Bei 5600 Umdrehungen pro Minute, bei einem maximalen Drehmoment von 235 Nm bereits bei 1950 Umdrehungen pro Minute, war eine Leistung von 180 PS avisiert. Verbaut war ein manuelles Sechsganggetriebe.
Später wurde der Tango von einem Sechszylinder mit 184 kW (250 PS) und 2791 cm³ Hubraum angetrieben. Bei 3200 Umdrehungen pro Minute liefert er ein maximales Drehmoment von 297 Nm und beschleunigt mit Hilfe des Allradantriebes den Wagen innerhalb von sieben Sekunden von 0 auf 100 km/h, die Höchstgeschwindigkeit soll bei 235 km/h (elektronisch abgeregelt) liegen. Geschaltet wurde über ein Fünf-Gang-Automatikgetriebe.

## Karosserie und Innenraum
Der Konzept-Roadster hat kein Dach und keinen Kofferraum, sondern stattdessen einen schubladenartigen Stauraum im Heck. Der Innenraum ist spartanisch ausgestattet: Die Sitze sind nicht verstellbar, die Pedalerie und das Lenkrad werden der Sitzposition elektrisch angepasst. Der Drehzahlmesser befindet sich in der Mitte der Instrumententafel, gestartet wird per Starterknopf.

## Innovation
Der Roadster ist mit den neuesten Systemen der Antriebskontrolle (ABS, EBV (Traktionskontrolle), TCS (Stabilitätsprogramm) und ESP) ausgestattet. Die Straße wird von Xenon-Scheinwerfern ausgeleuchtet, die sich in den Kurven selbst einstellen.

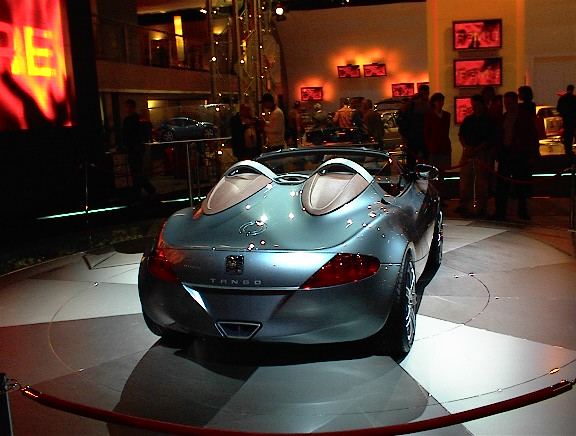
Seat Tango